# Кобилочочка буруйська
Кобилочочка буруйська (Locustella disturbans) — вид горобцеподібних птахів родини кобилочкових (Locustellidae). Ендемік Індонезії. Раніше вважався підвидом каштанового куцокрила, однак у 2020 році був визнаний окремим видом.

## Поширення і екологія
Буруйські кобилочки є ендеміками острова Буру в групі Молуккських островів. Вони живуть в чагарниковому підліску вологих гірських і рівнинних тропічних лісів. Живляться комахами.